# Haloschizopera mathoi
Haloschizopera mathoi är en kräftdjursart som först beskrevs av Albert Monard.  Haloschizopera mathoi ingår i släktet Haloschizopera och familjen Diosaccidae. Inga underarter finns listade i Catalogue of Life.